# 济宁道
济宁道，清朝及中华民国初期设置的道。
清順治初年，設濟寧道駐濟寧州，管理山東以南河道，不久後裁撤。九年（1652年）復設濟寧道，兼管南北河道。康熙五十八年（1719年）十一月，裁撤東兗道，兗州府改隸濟寧道，改稱兗寧道。雍正二年（1724年）九月，山東州縣改制，以兗寧道管理兗州府、曹州直隸州、沂州直隸州、濟寧直隸州。
1913年（民国二年）1月，改清兖沂曹济道为岱南道。1914年6月由岱南道改名，治所在济宁县（今山东省济宁市）。属山东省。辖济宁、滋阳、曲阜、宁阳、邹县、滕县、泗水、汶上、峄县、金乡、嘉祥、鱼台、临沂、郯城、费县、蒙阴、莒县、沂水、菏泽、曹县、单县、城武、定陶、钜野、郓城等县。辖区约当今山东省菏泽、曹县两市县以东，莒县、莒南、临沭、郯城等市县以西，鄄城、郓城、嘉祥、汶上、宁阳、泗水、平邑、蒙阴、沂水等市县以南地区。1925年废。